# بوحلو (الجزایر)

بوحلو

بوحلو (به عربی: بوحلو) یک شهرداری در الجزایر است که در استان تلمسان واقع شده‌است.